# Бенфорд, Грегори
Грегори Бенфорд (англ. Gregory Benford; род. 30 января 1941, Мобил, Алабама, США) — американский астрофизик и писатель-фантаст. Профессор кафедры физики и астрономии Калифорнийского университета в Ирвайне, где он преподает с 1971 года. Действительный член Американского физического общества. Редактор журнала Reason. Получил наибольшую известность как автор серии романов Galactic Center Saga. Имеет брата-близнеца Джеймса, который выступил соавтором нескольких рассказов. Публично поддерживает крионику.

## Биография
Грегори Бенфорд родился 30 января 1941 года в городе Мобил, Алабама. Его отец был офицером в армии США и поэтому семья часто переезжала с места на место. Период с 1949 по 1957 год Бенфорд провёл за границей: в Японии, ФРГ и Мексике. В 1963 году Бенфорд окончил университет Оклахомы. В 1965 году получил учёную степень магистра наук в Калифорнийском университете в Сан-Диего. В 1967 году в том же университете защитил докторскую диссертацию. В 1971 стал заместителем профессора в Калифорнийском университете в Ирвайне, а в 1979 — профессором.
Бэнфорд проводит исследования и эксперименты по теории турбулентности в плазме, а также по астрофизике. Он опубликовал более ста работ в области физики конденсированных сред, физики элементарных частиц, плазмы и математической физики, и несколько работ — по биологической консервации.
Служил в качестве советника в Министерстве энергетики США, в НАСА и был членом Совета по космической политике при Белом доме. В 1995 году получил премию Фонда Лорда за вклад в науку и её популяризацию.
Первым опубликованным литературным произведением Бенфорда стал рассказ «Stand-In», появившийся в 1965 году на страницах журнала Magazine of Fantasy and Science Fiction. В 1969 году Бенфорд начал писать колонку для журнала Amazing Stories. Регулярно печатался в фэнзине «Apparatchik».
В общей сложности, за свою литературную карьеру Бенфорд четыре раза номинировался на премию «Хьюго» (за два рассказа и два романа) и 12 раз — на премию «Небьюла» (во всех категориях). В 1980 году его роман «Панорама времён» был удостоен этой премии в номинации «Лучший роман». Свою вторую премию «Небьюла» Бенфорд получил за книгу «If the Stars are Gods», написанную им в соавторстве с Гордоном Эклундом.

### Серия «Galactic Center Saga»
| Название                | Издательство и дата публикации | ISBN                   | Примечания                                                             |
| ----------------------- | ------------------------------ | ---------------------- | ---------------------------------------------------------------------- |
| In the Ocean of Night   | Dial Press, 1976               |                        | Номинация на премию «Небьюла», 1977; Номинация на премию «Локус», 1978 |
| Across the Sea of Suns  | Simon & Schuster, 1984         | ISBN 978-0-671-44668-0 |                                                                        |
| Great Sky River         | Bantam Books, 1987             | ISBN 978-0-553-05238-1 | Рецензия Los Angeles Times Номинация на премию «Небьюла», 1988         |
| Tides of Light          | Bantam Books, 1989             | ISBN 978-0-553-05322-7 | Рецензия Los Angeles Times Номинация на премию «Локус», 1990           |
| Furious Gulf            | Bantam Spectra, 1994           | ISBN 978-0-553-09661-3 | Рецензия Los Angeles Times                                             |
| Sailing Bright Eternity | Bantam Spectra, 8/1995         | ISBN 978-0-553-08655-3 |                                                                        |

### Проект «Юпитер»
| Название         | Издательство и дата публикации | ISBN                   | Примечания                          |
| ---------------- | ------------------------------ | ---------------------- | ----------------------------------- |
| Jupiter Project  | Thomas Nelson, 1975            | ISBN 978-0-8407-6456-0 |                                     |
| Against Infinity | Ultramarine Press, 1983        | ISBN 978-0-671-46491-2 | Номинация на премию «Небьюла», 1983 |

### Серии книг, написанные в соавторстве
Man-Kzin Wars (с Ларри Нивеном)
| Название                            | Издательство и дата публикации | ISBN                   | Примечания                      |
| ----------------------------------- | ------------------------------ | ---------------------- | ------------------------------- |
| Man-Kzin Wars VI                    | Baen Books, 1994               | ISBN 978-0-671-87607-4 |                                 |
| A Darker Geometry: A Man-Kzin Novel | Baen Books, 1996               | ISBN 978-0-671-87740-8 | в соавторстве с Марком Мартином |

Second Foundation (межавторский цикл)
| Название                             | Издательство и дата публикации | ISBN                   | Примечания                            |
| ------------------------------------ | ------------------------------ | ---------------------- | ------------------------------------- |
| Foundation’s Fear (Страхи Академии). | Harper Prism, 1997             | ISBN 978-0-06-105243-9 | приквел к циклу "Основание" А.Азимова |

### Другие романы
| Название                                              | Издательство и дата публикации   | ISBN                   | Примечания                                                       |
| ----------------------------------------------------- | -------------------------------- | ---------------------- | ---------------------------------------------------------------- |
| Deeper Than the Darkness (a.k.a. The Stars in Shroud) | Ace Books, 1970                  |                        |                                                                  |
| If the Stars Are Gods                                 | Berkley Books, 1977              | ISBN 978-0-399-11942-2 | в соавторстве с Гордоном Эклундом                                |
| Shiva Descending                                      | St. Martin's Press, 1980         |                        | в соавторстве с Уильямом Ротслером                               |
| Find the Changeling                                   | Dell Publishing, 1980            | ISBN 978-0-440-12604-1 | в соавторстве с Гордоном Эклундом                                |
| «Панорама времён»                                     | Simon & Schuster, 1980           | ISBN 978-0-671-25327-1 | премия «Небьюла», 1980                                           |
| Time’s Rub                                            | Cheap Street, 1984               |                        |                                                                  |
| Artifact                                              | St. Martin’s Press, 1985         | ISBN 978-0-312-93048-6 |                                                                  |
| Heart of the Comet                                    | Bantam Spectra, 1986             | ISBN 978-0-553-05125-4 | в соавторстве с Дэвидом Брином номинация на премию «Локус», 1987 |
| Under the Wheel                                       | Baen Books, 1987                 | ISBN 978-0-671-65611-9 | Alien Stars, volume 3                                            |
| Iceborn                                               | Tor Double Novels, 1989          | ISBN 0-8125-0277-9     | в соавторстве с Полом Картером                                   |
| Beyond the Fall of Night                              | Putnam Publishing, 1990          | ISBN 978-0-399-13499-9 | в соавторстве с Артуром Кларком                                  |
| Chiller                                               | Bantam Books, 1993               | ISBN 0-553-09376-2     |                                                                  |
| Cosm                                                  | Warner Aspect, 1998              | ISBN 978-0-380-97435-1 |                                                                  |
| The Martian Race                                      | Warner Aspect, 1999              | ISBN 978-0-446-52633-3 |                                                                  |
| Eater                                                 | Eos, 2000                        | ISBN 978-0-380-97436-8 | номинация на премию «Локус», 2001                                |
| Beyond Infinity                                       | Warner Aspect, 2004              | ISBN 978-0-446-53059-0 |                                                                  |
| Human Being                                           | William Morrow and Company, 2003 | ISBN 978-0-380-97716-1 |                                                                  |
| The Sunborn                                           | Warner Aspect, 2005              | ISBN 978-0-446-53058-3 |                                                                  |

### Антологии
- Hitler Victorious: Eleven Stories of the German Victory in World War II (1986)
- Nuclear War (1988)
- Far Futures (1995)
- The New Hugo Winners Volume IV (1997)
- Nebula Awards Showcase 2000 (2000)
- Microcosms (2004)

### Документальная проза
- Habitats in Space (1998)
- Deep Time: How Humanity Communicates Across Millennia (1999)
- Skylife: Visions of Our Homes in Space (2000)
- Skylife: Space Habitats in Story and Science (2000)
- Beyond Human: The New World of Cyborgs and Androids (2001)
- The Wonderful Future That Never Was (2010)

### Сборники рассказов
- In Alien Flesh (1986)
- Matter’s End (1990)
- Amazing Stories No 7 (1992, в соавторстве с Д. Р. Данн, Джеймсом Гарднером и Кимом Моханом)
- Worlds Vast and various' (1999)
- Immersion and other Short Novels (2002)
- Merlin (2004)